# Andrejs Kovaļovs
Andrejs Kovaļovs (* 23. března 1989, Daugavpils, Lotyšská SSR, SSSR) je lotyšský fotbalový záložník a reprezentant, momentálně hráč klubu Riga FC.

## Reprezentační kariéra
V A-mužstvu reprezentace Lotyšska debutoval 14. 11. 2010 v přátelském zápase proti Číně (porážka 0:1), nastoupil v 88. minutě.